# Consolidated PT-1
Consolidated PT-1 Trusty (định danh công ty là  Model 1) là một loại máy bay huấn luyện hai tầng cánh của Hoa Kỳ, được Cục Không quân Lục quân Hoa Kỳ sử dụng.

## Biến thể

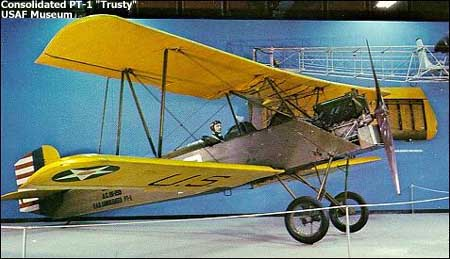
Consolidated PT-1 'Trusty' thuộc bảo tàng không quân Hoa Kỳ

TA-3
TA-5
TW-3
TW-3
PT-1
XPT-2

## Quốc gia sử dụng
Xiêm La
 United States
- Cục Không quân Lục quân Hoa Kỳ
- Hải quân Hoa Kỳ
- Vệ binh Quốc gia Hoa Kỳ

## Tính năng kỹ chiến thuật (PT-1)
Dữ liệu lấy từ Eden & Moeng (2002)
Đặc điểm tổng quát
- Kíp lái: 2
- Chiều dài: 27 ft 9,25 in (8,46 m)
- Sải cánh: 34 ft 5,5 in (10,5 m)
- Chiều cao: 9 ft 10 in (3 m)
- Diện tích cánh: 284 ft² (26,387 m²)
- Kết cấu dạng cánh: Clark Y
- Trọng lượng rỗng: 1.805 lb (819 kg)
- Trọng lượng cất cánh tối đa: 2.577 lb (1.169 kg)
- Động cơ: 1 × Wright-Hispano E, 180 hp (134 kW)

 Hiệu suất bay 
- Vận tốc cực đại: 92 mph trên mực nước biển (148 km/h)
- Vận tốc hành trình: 79 mph ở độ cao tối ưu (127 km/h)
- Tầm bay: 350 mi (563 km)
- Trần bay: 13.450 ft (4.099 m)
- Vận tốc lên cao: 690 ft/phút (210 m/phút)